# Aeroporto di Colonia-Bonn
L'aeroporto di Colonia Bonn "Konrad Adenauer" (in tedesco Flughafen Köln/Bonn) è un aeroporto tedesco situato in prossimità degli abitati di Grengel (Stadtbezirk di Porz), a circa 12 km a sud-est di Colonia e a circa 16 km a nord-est di Bonn.
Era uno dei siti indicati per l'atterraggio di emergenza dello Space Shuttle in caso di interruzione repentina della missione. L'aeroporto è dotato di tre piste per i decolli e gli atterraggi. Dispone di due terminal, il Terminal 1, inaugurato nel 1970 e ampliato nel 2004, e il Terminal 2, inaugurato nel 2000. È servito da una stazione ferroviaria.